# Lejeunea barbata
Lejeunea barbata là một loài Rêu trong họ Lejeuneaceae. Loài này được (Herzog) R.L. Zhu & M.J. Lai mô tả khoa học đầu tiên năm 2011.